# Oedicladium
Oedicladium là một chi rêu trong họ Myuriaceae.